# Équipe du Soudan du Sud féminine de basket-ball
Cet article traite de l'équipe féminine. Pour l'équipe masculine, voir Équipe du Soudan du Sud masculine de basket-ball.
Maillots
L'équipe du Soudan du Sud de féminine basket-ball est la sélection qui représente le Soudan du Sud dans les compétitions internationales. Elle est placée sous l’égide de la Fédération sud-soudanaise de basket-ball.

## Histoire
Les qualifications AfroBasket 2021 de la FIBA sont la première apparition marqué du Soudan du Sud au niveau international de basketball féminin depuis son indépendance en 2011 et son adhésion à la FIBA en 2013. l’équipe a été placée dans le groupe A de la zone 5, avec l’Égypte, le Kenya et le Rwanda. Le Soudan du Sud a disputé son premier match international officiel le 12 juillet 2021 contre l’équipe égyptienne. Elle a perdu contre l’Égypte par 30 points (65-95).
En 2023, le Soudan du Sud a marqué l’histoire en remportant son premier match international contre le Rwanda par une marge de 14 points.

## Résultats

### Palmarès
| Compétitions mondiales                             | Compétitions continentales       |
| -------------------------------------------------- | -------------------------------- |
| - Jeux olympiques - Néant - Coupe du monde - Néant | - AfroBasket - Troisième en 2025 |

### Parcours en compétitions internationales

#### Jeux olympiques
| Année | Position           |      | Année              | Position |                    | Année | Position |
| 1976  | Équipe inexistante | 1996 | Équipe inexistante | 2016     | Équipe inexistante |       |          |
| 1980  | Équipe inexistante | 2000 | Équipe inexistante | 2020     | Équipe inexistante |       |          |
| 1984  | Équipe inexistante | 2004 | Équipe inexistante | 2024     | Non qualifiée      |       |          |
| 1988  | Équipe inexistante | 2008 | Équipe inexistante | 2028     | -                  |       |          |
| 1992  | Équipe inexistante | 2012 | Équipe inexistante | 2032     | -                  |       |          |

#### Coupe du monde
| Année | Position           |      | Année              | Position |                    | Année | Position |
| 1953  | Équipe inexistante | 1979 | Équipe inexistante | 2006     | Équipe inexistante |       |          |
| 1957  | Équipe inexistante | 1983 | Équipe inexistante | 2010     | Équipe inexistante |       |          |
| 1959  | Équipe inexistante | 1986 | Équipe inexistante | 2014     | Équipe inexistante |       |          |
| 1964  | Équipe inexistante | 1990 | Équipe inexistante | 2018     | Équipe inexistante |       |          |
| 1967  | Équipe inexistante | 1994 | Équipe inexistante | 2022     | Non qualifiée      |       |          |
| 1971  | Équipe inexistante | 1998 | Équipe inexistante | 2026     | -                  |       |          |
| 1975  | Équipe inexistante | 2002 | Équipe inexistante | 2030     | -                  |       |          |

#### AfroBasket
| Année | Position           |      | Année              | Position     |                    | Année | Position |
| 1966  | Équipe inexistante | 1990 | Équipe inexistante | 2013         | Équipe inexistante |       |          |
| 1968  | Équipe inexistante | 1993 | Équipe inexistante | 2015         | Équipe inexistante |       |          |
| 1970  | Équipe inexistante | 1994 | Équipe inexistante | 2017         | Équipe inexistante |       |          |
| 1974  | Équipe inexistante | 1997 | Équipe inexistante | 2019         | Équipe inexistante |       |          |
| 1977  | Équipe inexistante | 2000 | Équipe inexistante | 2021         | Non qualifiée      |       |          |
| 1979  | Équipe inexistante | 2003 | Équipe inexistante | 2023         | Non qualifiée      |       |          |
| 1981  | Équipe inexistante | 2005 | Équipe inexistante | 2025         | Troisième          |       |          |
| 1983  | Équipe inexistante | 2007 | Équipe inexistante | 2027         | -                  |       |          |
| 1984  | Équipe inexistante | 2009 | Équipe inexistante | Pays inconnu | -                  |       |          |
| 1986  | Équipe inexistante | 2011 | Équipe inexistante | Pays inconnu | -                  |       |          |